# Louis-Charles-Jean-Baptiste Michel
Pour les articles homonymes, voir Michel.
Louis-Charles-Jean-Baptiste Michel, né le 12 juillet 1761 à Aix-en-Provence et mort le 22 février 1845 à Fréjus, est un prélat français, évêque de Fréjus de 1829 à 1845.